# Прашил, Ладислав
Ладислав Прашил (чеш. Ladislav Prášil; род. 17 мая 1990, Штернберк, Оломоуцкий край, Чехословакия) — чешский легкоатлет, специализирующийся в толкании ядра. Двукратный бронзовый призёр чемпионатов Европы в помещении (2013, 2015). Трёхкратный чемпион Чехии.

## Биография
Вырос в Оломоуце, где пробовал свои силы в баскетболе, хоккее и флорболе. Однако наибольшего прогресса ему удалось добиться в индивидуальном виде спорта. В 15 лет он начал заниматься лёгкой атлетикой, а уже в 17 добился права участвовать в домашнем юношеском чемпионате мира в толкании ядра, где не смог преодолеть квалификацию (занял только 31-е место). Спустя 2 года пробился в число сильнейших метателей Европы на континентальном юниорском первенстве, став в финале 7-м.
С 2010 года начал тренироваться у Петра Стеглика, бывшего чешского толкателя ядра, финалиста Олимпийских игр. Ладислав занял пятое место на молодёжном чемпионате Европы 2011 года, а в следующем сезоне впервые в карьере толкнул ядро за 20 метров (20,14 м на соревнованиях в Таборе).
2013 год стал одним из самых успешных в карьере Прашила. Он выиграл бронзовую медаль чемпионата Европы в помещении с результатом 20,29 м. Весной улучшил личный рекорд более чем на 1 метр, увенчав тренировочный сбор в ЮАР соревновательной попыткой на 21,47 м — дальше в истории Чехии толкал ядро только рекордсмен страны Ремигиус Махура. Летом результаты стабильно оставались на уровне 21 метра, в том числе и на главном старте в году, чемпионате мира, где Ладислав занял 5-е место (20,98 м).
В 2014 году выступал нестабильно из-за травмы: после удачного начала (20,82 м в январе) он сделал перерыв на лечение, а после возвращения в сектор не смог преодолеть квалификацию чемпионата Европы. Вновь выйти на высокий уровень ему удалось зимой 2015 года, когда перед родными трибунами в Праге была выиграна вторая подряд бронза чемпионата Европы в помещении с лучшим результатом в сезоне (20,66 м). Эта медаль была добыта, несмотря на травму бедра, которую Прашил получил за 2 недели до начала турнира.
Остаток 2015 года и зимний сезон 2016-го он был вынужден пропустить, занимаясь реабилитацией. На предолимпийском чемпионате Европы был лишь 14-м в квалификации. Из-за невыполнения критериев отбора не был включён в состав сборной на Олимпийские игры в Рио-де-Жанейро.

## Основные результаты
| Год  | Турнир                          | Место проведения       | Место        | Результат      |
| ---- | ------------------------------- | ---------------------- | ------------ | -------------- |
| 2007 | Чемпионат мира среди юношей     | Острава, Чехия         | 31-е (квал.) | 16,97 м (5 кг) |
| 2009 | Чемпионат Европы среди юниоров  | Нови-Сад, Сербия       | 7-е          | 18,85 м (6 кг) |
| 2011 | Чемпионат Европы среди молодёжи | Острава, Чехия         | 5-е          | 18,41 м        |
| 2012 | Чемпионат Европы                | Хельсинки, Финляндия   | 19-е (квал.) | 18,87 м        |
| 2013 | Чемпионат Европы в помещении    | Гётеборг, Швеция       | 3-е          | 20,29 м        |
| 2013 | Чемпионат мира                  | Москва, Россия         | 5-е          | 20,98 м        |
| 2014 | Чемпионат Европы                | Цюрих, Швейцария       | 13-е (квал.) | 19,83 м        |
| 2015 | Чемпионат Европы в помещении    | Прага, Чехия           | 3-е          | 20,66 м        |
| 2016 | Чемпионат Европы                | Амстердам, Нидерланды  | 14-е (квал.) | 19,56 м        |
| 2017 | Чемпионат Европы в помещении    | Белград, Сербия        | 6-е          | 20,73 м        |
| 2017 | Чемпионат мира                  | Лондон, Великобритания | 18-е (квал.) | 20,04 м        |